# リラ県 (ウガンダ)

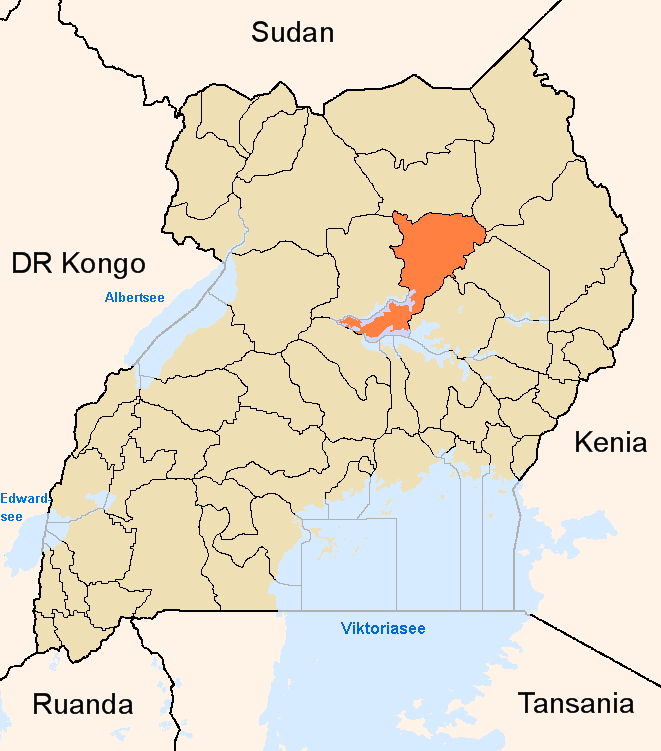
2001年から2005年のリラ県

リラ県 (リラけん、Lira Disrict) はウガンダ中北部ランゴ地方北東部の県。1974年にランゴ県が東西に分割された際に東ランゴ県として設置され、1980年に県庁所在地からリラ県に改名された。住民の多くはナイル系のランゴ語を話すランゴ族である。リラ県は旧ランゴ県の中北部にあり1914年以来県庁が置かれていた。2002年の国勢調査人口のうち2006年7月以降のリラ県分は 530,342 人。2005年7月にキオガ湖とクワニア湖の間の半島にあったキオガ郡がアモラタル県に、2006年7月に中部のドコロ郡がドコロ県として分割された。

## 隣接する県
北にアチョリ地方パデル県、北東にカラモジャ地方アビム県、モロト県、南東にテソ地方アムリア県、カベラマイド県、西にアパッチ県、北西にオヤム県と接する。
- パデル県
- アレブトング県
- ドコロ県
- コレ県
- オヤム県